# Gongylidioides monocornis
Gongylidioides monocornis är en spindelart som beskrevs av Saito och Ono 200. Gongylidioides monocornis ingår i släktet Gongylidioides och familjen täckvävarspindlar. Inga underarter finns listade i Catalogue of Life.